# Джеральд Холтон
Джеральд Холтон (також Голтон, англ. Gerald Holton; нар. 23 травня 1922, Берлін) — фізик і історик науки, засновник концепції тематичного аналізу, представник історичної школи постпозитивізму. Заслужений професор Гарвардського університету. Його внесок варіюється від фізичної науки та її історії до їх професійного та суспільного розуміння, від досліджень гендерних проблем та етики в науковій кар'єрі до досліджень ролі іммігрантів. Вони були визнані надзвичайно широким спектром призначень і почестей, від фізики до ініціатив в галузі освіти та інших національних і суспільних питань, а також внеском, за який його, як першого вченого, було обрано для читання десятої щорічної лекції Джефферсона, яку Національний фонд гуманітарних наук описує як "найвищу нагороду, яку федеральний уряд присуджує за видатні досягнення в гуманітарних науках".